# Élie Hoarau
Pour les articles homonymes, voir Hoarau.
Élie Hoarau, né le 8 juillet 1938 à Sainte-Suzanne (La Réunion), est un homme politique français.

## Biographie

### Carrière professionnelle
Il a étudié la chimie et les sciences naturelles et a obtenu un diplôme d'études approfondies (DEA) de chimie en 1967.
Il participe aux événements de mai 1968. Chercheur au CNRS, il s'en éloigne bientôt pour se consacrer exclusivement à des activités politiques au sein du Parti communiste réunionnais. Il est désigné à la tête du Front de la jeunesse autonomiste réunionnaise (FJAR) durant les années 1970. Il devient conseiller régional de La Réunion dès 1983.

### Carrière politique
D'une façon générale, Élie Hoarau est en partie à l'origine du mouvement de libération culturelle des années 1970 qui a eu pour conséquence une reconnaissance et une libéralisation des pratiques culturelles créoles à La Réunion, notamment du maloya.

#### Député à l'Assemblée nationale
Élu à l'assemblée nationale en 1986, il siège parmi les non-inscrits. Il démissionne en 1987 avec Paul Vergès pour protester contre la loi de parité sociale (31 décembre 1986) qui prive les Réunionnais de leur droit à l'égalité sociale. Il est réélu en 1988 jusqu'en 1993.
Il est à nouveau élu député de la quatrième circonscription de l'île aux élections législatives de 1997 face à André-Maurice Pihouée, et siège alors au sein du Groupe RCV. Il démissionne de son mandat le 18 juillet 2001.

#### Maire de Saint-Pierre
Maire de la ville de Saint-Pierre pendant dix-huit ans, il a considérablement changé son visage en pratiquant une politique de développement et d'aménagement. Il est ainsi à l'origine de grands projets comme le nouveau port de Saint Pierre ou l'aéroport de Saint-Pierre-Pierrefonds.
En 1989, en ballottage très défavorable face à André-Maurice Pihouée (RPR) il se rend coupable d'altération à la sincérité du scrutin. Il annule les suffrages obtenus par deux listes adversaires et se considère de facto élu. Plusieurs années plus tard, il est condamné pour cette manœuvre et doit démissionner de son mandat de député.  

#### Secrétaire général du Parti communiste réunionnais (PCR)
Il prend la succession de Paul Vergès à la tête du parti en février 1993.
Lors du 6e congrès du PCR en mai 2009, il est reconduit au poste de secrétaire général, et est ensuite élu député européen aux élections européennes de 2009.

#### Vice-président du conseil régional de la Réunion
Il est deuxième vice-président du conseil régional de la Réunion de 1986 à 1989, puis premier vice-président de 1994 à 1997.
Lors des élections régionales de 2010, il est élu conseiller régional.

#### Député européen
Élie Hoarau a conduit la liste de l'Alliance des outre-mers aux européennes de 2009 pour la circonscription de l'outre-mer français. La liste est arrivée seconde dans l'ensemble de la circonscription derrière celle de l'UMP et devant celle du PS. La liste ayant réalisé son meilleur score dans l'océan indien (Réunion et Mayotte), Élie Hoarau a été élu député européen le 1er juillet 2009.
Au sein du Parlement européen, Élie Hoarau a été élu 2e vice-président de l'Assemblée parlementaire paritaire Union européenne, Afrique, Caraïbes, Pacifique. Il est également membre de la Commission du développement régional du Parlement européen, il en est le coordinateur pour le groupe GUE/NGL, c'est-à-dire qu'il est membre du bureau de la commission parlementaire. Il est aussi membre de la délégation du Parlement pour les relations avec l'Inde, et membre suppléant de la Commission des affaires juridiques.
Il démissionne de son mandat de parlementaire en décembre 2011. Son successeur est Younous Omarjee.

### Famille
Élie Hoarau est marié à Gélita Hoarau, sénatrice française de 2005 à 2011 et de 2016 à 2017. Il a eu avec sa femme trois enfants.

## Ouvrages
Il est l'auteur de l'ouvrage Le sud : une chance pour La Réunion.

## Affaires judiciaires
Le 6 juillet 2000, la cour d'appel de Saint-Denis a prononcé à son encontre une peine d'un an d'emprisonnement avec sursis et de cinquante mille francs d'amende ainsi qu'à l'interdiction du droit de vote et à la privation du droit d'éligibilité pour une durée de trois ans pour complicité d’altération volontaire des résultats d’un scrutin. Dans cette affaire, son immunité parlementaire avait été levée le 16 décembre 1998.